# Birytualista
Birytualista – duchowny katolicki, który ma prawo celebrować sakramenty i inne nabożeństwa w dwóch obrządkach – najczęściej jest to ryt łaciński i jeden z obrządków wschodnich.
Przykładowo: duchowny obrządku łacińskiego otrzymuje pozwolenie na posługę liturgiczną w jednym konkretnym obrządku wschodnim, lub też duchowny obrządku wschodniego otrzymuje pozwolenie albo na posługę liturgiczną w obrządku łacińskim, albo w innym obrządku wschodnim. Pozwolenia na birytualizm udziela Kongregacja ds. Kościołów Wschodnich w Rzymie.